# Arosvallen
Das Arosvallen ist ein Fußballstadion mit Leichtathletikanlage in der schwedischen Stadt Västerås, Västmanlands län. Die Anlage mit 10.000 Zuschauerplätzen war bis zur Eröffnung des Swedbank Park (heute Solid Park Arena) 2008 die Heimspielstätte des Fußballvereins Västerås SK. Heute sind hier die Jugend- und Juniorenmannschaften des Vereins ansässig. Des Weiteren nutzt die American-Football-Mannschaft der Västerås Roedeers und der Leichtathletikverein Västerås Friidrottsklubb das Stadion.

## Geschichte
Die Sportstätte wurde 1932 erbaut. In der Folgezeit wurde das Arosvallen mehrfach umgebaut und erweitert. Der bisherige Zuschauerrekord liegt bei 14.424 Zuschauern. Es traf bei einem Fußballspiel der Fotbollsallsvenskan 1955/56 am 6. Mai 1956 der Västerås SK auf den Sandvikens IF (1:3).

## Spiele der Fußball-Weltmeisterschaft 1958 in Västerås
1958 war das Arosvallen während der in Schweden stattfindenden Fußball-Weltmeisterschaft Austragungsort von zwei Gruppenspielen.
|                         |   |            |           |
| 8. Juni 1958, Gruppe 2  |   |            |           |
| Jugoslawien             | – | Schottland | 1:1 (1:0) |
| 11. Juni 1958, Gruppe 2 |   |            |           |
| Jugoslawien             | – | Frankreich | 3:2 (1:1) |

## Spiele der Fußball-Weltmeisterschaft der Frauen 1995 in Västerås
Es fanden fünf Partien des Weltmeisterschaftsturniers 1995 in Västerås statt.
|                              |   |            |           |
| 6. Juni 1995, Gruppe C       |   |            |           |
| Dänemark                     | – | Australien | 5:0 (3:0) |
| 8. Juni 1995, Gruppe C       |   |            |           |
| Volksrepublik China          | – | Australien | 4:2 (1:1) |
| 9. Juni 1995, Gruppe A       |   |            |           |
| Schweden                     | – | Japan      | 2:0 (0:0) |
| 10. Juni 1995, Gruppe C      |   |            |           |
| Volksrepublik China          | – | Dänemark   | 3:1 (1:1) |
| 13. Juni 1995, Viertelfinale |   |            |           |
| Deutschland                  | – | England    | 3:0 (1:0) |